# Rattenbekämpfung
Die Rattenbekämpfung hat das Ziel, das Vorkommen von frei lebenden Ratten im Umfeld menschlicher Siedlungen zu verhindern, oder zumindest klein zu halten, um Seuchengefahr, Vernichtung von Lebensmitteln sowie Schäden und Verschmutzungen durch die Tiere gering zu halten.

## Juristische Aspekte

### Öffentlicher Gesundheitsschutz
Ratten können diverse Infektionskrankheiten übertragen. Insgesamt sind derzeit weltweit ohne die vielfältigen Hantavirusspezies 42 weitere, mit Nagetieren assoziierte humanpathogene Erreger oder Erregersubtypen bekannt. Zusammenfassend ist die große Bedeutung der Schadnager als Reservoir für Salmonellen und als Überträger von z. B. SARS, Hantavirus Typhus (Salmonella typhi), Paratyphus, Leptospirose, Tularämie, Toxoplasmose, Trichinose, Ruhr, Cholera und Pest, aber auch von Tierseuchen wie Maul- und Klauenseuche, Schweine- und Geflügelpest hervorzuheben. Möglicherweise übertragen sie auch multiresistente Erreger.
Das Infektionsschutzgesetz (IfSG) ermächtigt die Landesregierungen, zur Verhütung und Bekämpfung übertragbarer Krankheiten bestimmte Rechtsverordnungen zu erlassen (§ 17 Abs. 4, Abs. 5 IfSG). Von dieser Ermächtigung haben verschiedene Bundesländer Gebrauch gemacht.
Die Verordnung über die Rattenbekämpfung im Lande Niedersachsen verpflichtet Grundstückseigentümer, Ratten auf ihrem Grundstück auf eigene Kosten zu bekämpfen. Zur Erfolgskontrolle haben sie den Zutritt zu ihren Grundstücken durch Beauftragte des Gesundheitsamts zu dulden. Verstöße werden als Ordnungswidrigkeit geahndet. Gefährdet ein Rattenbestand in einem Gemeindegebiet die Gesundheit der Bevölkerung, ist die betreffende Gemeinde verpflichtet, „eine Entrattung bis zum Erfolg durchzuführen und Vorbeugungsmaßnahmen gegen einen neuen Rattenbefall zu treffen.“
Ähnliche Bestimmungen trifft die Verordnung über Rattenbekämpfung in der Freien und Hansestadt Hamburg. Um einen Rattenbefall zu vermeiden, sind Abfallstoffe, Küchen- und Futterabfälle in gut verschließbaren Behältern aufzubewahren. Wenn Rattenbefall festgestellt worden ist, sind eventuelle bauliche Mängel, die den Aufenthalt von Ratten begünstigen oder den Zugang der Ratten in Gebäude erleichtern, zu beseitigen, beispielsweise Keller- und Dachluken durch engmaschige Gitter zu sichern, Lücken und Löcher im Mauerwerk abzudichten sowie schadhafte Sielleitungen instand zu setzen.
Im Saarland bestellen die Ortspolizeibehörden zur Kontrolle der ordnungsgemäßen Durchführung und zur abschließenden Abnahme von Bekämpfungsmaßnahmen amtliche Beauftragte, die von der Ortspolizeibehörde einen amtlichen Ausweis erhalten.
Betreiber von abwassertechnischen Anlagen sind außerdem nach den deutschen Unfallverhütungsvorschriften zur Rattenbekämpfung verpflichtet. Dies betrifft vor allem die Kommunen und Abwasserzweckverbände. Grund dieser Vorschrift ist die Bekämpfung der Weil-Krankheit.

### Tierschutz
Bei der Schadnagerbekämpfung im Hygienebereich sind die Bestimmungen des Tierschutzgesetzes (TierSchG) zu beachten.
Nach § 1 Satz 2 TierSchG darf niemand einem Tier ohne vernünftigen Grund Schmerzen, Leiden oder Schäden zufügen. Als vernünftiger Grund zum Töten von Ratten gilt allerdings die Schädlings- und Tierseuchenbekämpfung. Erfolgt die Tötung ohne Betäubung im Rahmen zulässiger Schädlingsbekämpfungsmaßnahmen, dürfen dabei nicht mehr als unvermeidbare Schmerzen entstehen (§ 4 Abs. 1 Satz 2 TierSchG). Insbesondere haben Personen, die berufs- oder gewerbsmäßig regelmäßig Wirbeltiere als Schädlinge bekämpfen, gegenüber der zuständigen Behörde einen Sachkundenachweis zu erbringen (§ 4 Abs. 1a TierSchG). Ihre Tätigkeit ist außerdem erlaubnispflichtig (§ 11 Abs. 1 Nr. 8e TierSchG). Vermeidbare Schmerzen, Leiden oder Schäden dürfen für die Tiere nicht entstehen.
Verstöße werden als Straftat mit Freiheitsstrafe bis zu drei Jahren oder mit Geldstrafe bestraft (§ 17 TierSchG).

### Einsatz von Bioziden
Für die Verwendung von Rodentiziden mit blutgerinnungshemmenden Wirkstoffen wurden erhebliche Umweltrisiken durch die Primär- und Sekundärvergiftung von Nichtzieltieren und das Risiko der Resistenzentwicklung festgestellt. Ihr Einsatz ist deshalb im Rahmen der sog. Risikominderungsmaßnahmen (RMM) nur Schädlingsbekämpfern mit Sachkundenachweis erlaubt, die zuvor bei einer Schulung auch über die Gefahren und Risiken bei der Verwendung von Rodentiziden für Mensch und Umwelt sowie Techniken zur Risikominderung unterrichtet worden sind.
Bei behördlich angeordneten Maßnahmen zur Bekämpfung von Gesundheitsschädlingen dürfen nur vom Umweltbundesamt anerkannte Mittel und Verfahren zum Einsatz kommen (§ 18 Abs. 1 Satz 1, Abs. 4 Satz 1 IfSG).
Die Lebensmittelindustrie hat sich in den Konsolidierten Standards des American Institute of Baking (AIB) freiwillig selbst verpflichtet, im Innenbereich auf den Einsatz von Bioziden zu verzichten und zumindest beim Schadnagermonitoring allein Fallensysteme einzusetzen. Dies ist Voraussetzung für eine Zertifizierung.

## Methoden

### Vorbeugung
Ratten vermehren sich schnell, wenn sie einen einfachen Zugang zu Nahrungsmitteln haben. Deshalb sollten organische Abfälle und insbesondere Essensreste aus der Küche so beseitigt werden, dass die Ratten keinen Zugang bekommen. Von der Entsorgung mit dem Abwasser über die Toilette wird abgeraten, da die Kanalisation meist von Ratten bevölkert ist und sie durch die Essensreste aufgrund des Geruchs angelockt werden.
Von der Kommune bereit gestellte Biomülltonnen sind in der Regel rattensicher und eignen sich zum Entsorgen von Speiseresten und Küchenabfällen. Rohe pflanzliche Abfälle aus der Küche oder dem Garten können auch verkompostiert werden. Ein richtig angelegter Kompost bietet keine Vermehrungsmöglichkeit für Ratten. Hingegen bieten Materiallager und Schuppen, die nicht rattensicher verschlossen sind, einen guten Unterschlupf für die Ratten. Auch Fütterungsstellen für Haustiere oder Vögel sind betroffen, deshalb sollte die Vogelfütterung im Winter an einem erhöhten Ort geschehen, sodass die Ratten diesen nicht erklettern können. Für Ratten zugängliche Näpfe und Schüsseln von Haustieren sind nach der Fütterung zu reinigen und das Tierfutter ist sicher verschlossen aufzubewahren, um eine Begünstigung von Rattenbefall zu vermeiden.

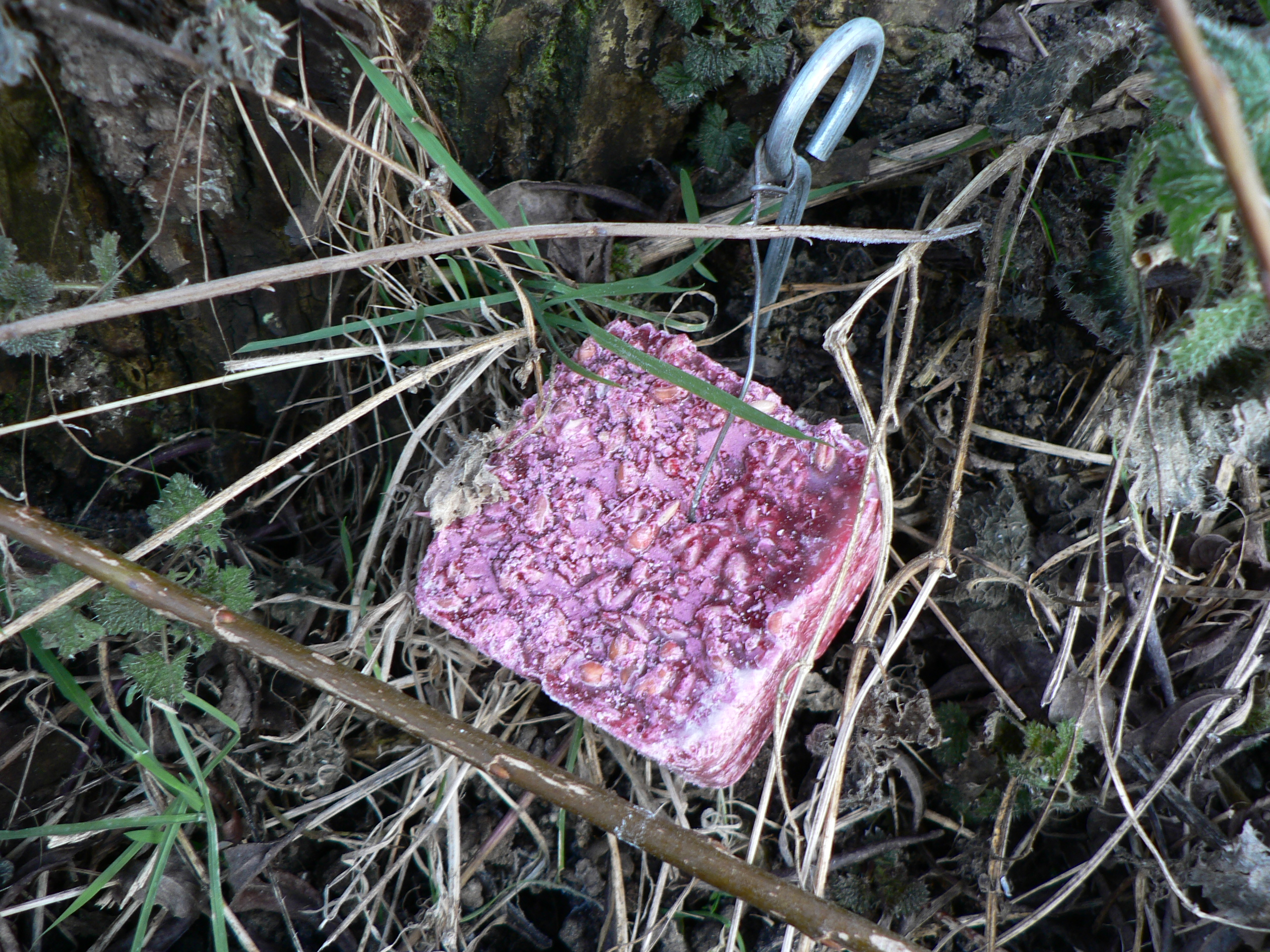
Rattengiftköder

### Begiftung
Die Tötung von Ratten mithilfe von ausgelegten Giftködern ist in Industrieländern die bei weitem verbreitetste Methode der Rattenbekämpfung. Mit ihrer Hilfe ließ sich in Städten und Siedlungen der Bestand an Ratten soweit verringern, dass von ihnen kein großer Schaden angerichtet wird. Die in den Ködern verwendeten Rattengifte sind auch für Menschen meist gesundheitsschädlich, seltener giftig (Gefahrstoffkennzeichnung „T“). Daher ist bei ihrer Anwendung und dem Umgang besondere Vorsicht nötig. Chemische Mittel zur Bekämpfung von Nagetieren werden auch Rodentizide genannt.
In der Regel darf die Auslegung von Giftködern im Freien nur in Köderstationen erfolgen, um die anderen Tiere zu schützen.

### Begasung
In geschlossenen Gebäuden kann es sinnvoll sein, die Ratten mit einem für sie giftigen Gas zu vergiften. Der Vorteil dieser Methode liegt darin, dass mit hoher Sicherheit alle im Gebäude befindlichen Nagetiere getötet werden. Diese Methode der Rattenbekämpfung findet insbesondere Anwendung bei Gebäuden zur Lagerung von Lebensmitteln, wie Getreidesilos.

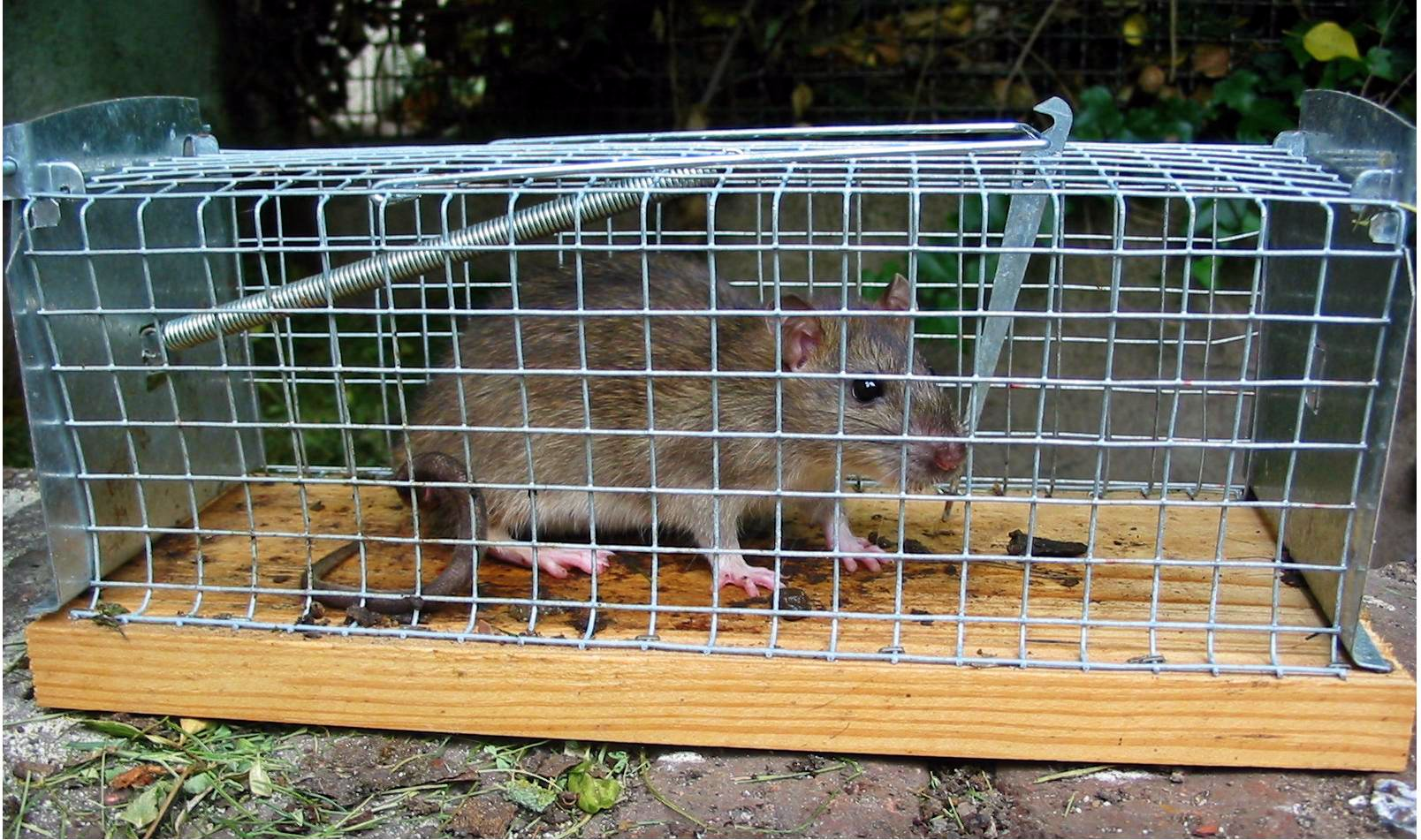
Eine Käfigschnappfalle mit gefangener Ratte

### Lebendfalle
Käfigschnappfallen eignen sich gut, um einzelne Ratten zu fangen. Je nach Konstruktion der Falle ist es großen Ratten gelegentlich möglich, entgegen dem Federzug wieder aus der Falle zu schlüpfen, wenn sie in Panik mit dem Kopf gegen die Seitenwände stoßen. Die Federklappe sollte daher mit einem Draht gesichert werden, bis die gefangene Ratte auf dem Feld oder im Wald freigelassen werden kann.
Im Gegensatz zu Mäusen wird eine aus der Falle entkommene Ratte diese in der Regel kein zweites Mal betreten. Auch meiden Ratten meist Fallen, wenn sie beobachten konnten, dass bereits eine andere Ratte darin gefangen wurde.
Wenn eine Falle von den Ratten gemieden wird, kann es helfen, den Köder zu wechseln und die Falle direkt an einem Laufweg der Ratten aufzustellen.

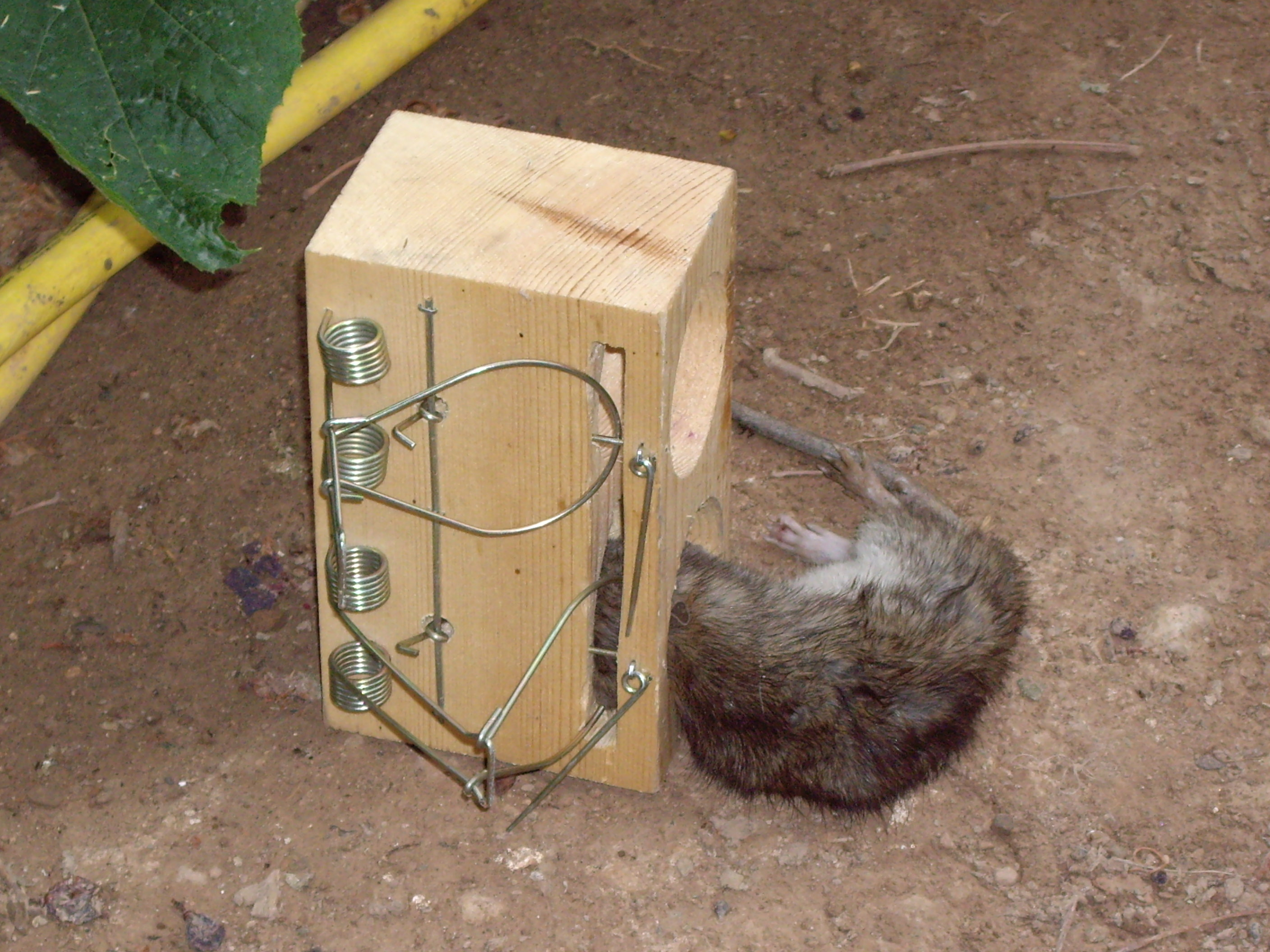
Ratte in einer Totfalle

### Totfallen

#### Mechanische Rattenfallen (Schlagfallen)
Mechanische Rattenfallen locken die Ratte mit einem attraktiven Köder in einen Klappmechanismus. Durch den Körperkontakt der Ratte mit dem Auslöser erschlägt die Falle die Ratte. Diese Fallen können nur eine Ratte pro Aktivierung töten, da sie nach dem Einsatz wieder scharf gestellt werden müssen.

#### Bolzenfalle
Eine Bolzenfalle funktioniert so, dass die Ratte ihren Kopf in die Vorrichtung steckt (angelockt durch einen Köder) und dass ein Bolzen mit hoher Geschwindigkeit und Kraft auf ihren Kopf schlägt, was zum sofortigen Tod der Ratte führt. Diese Fallen können mehrere Ratten hintereinander erlegen.

#### Stromschlag
Ratten werden in eine Vorrichtung gelockt, in der sie einem Stromschlag ausgesetzt werden, der durch eine Lichtschranke ausgelöst wird.

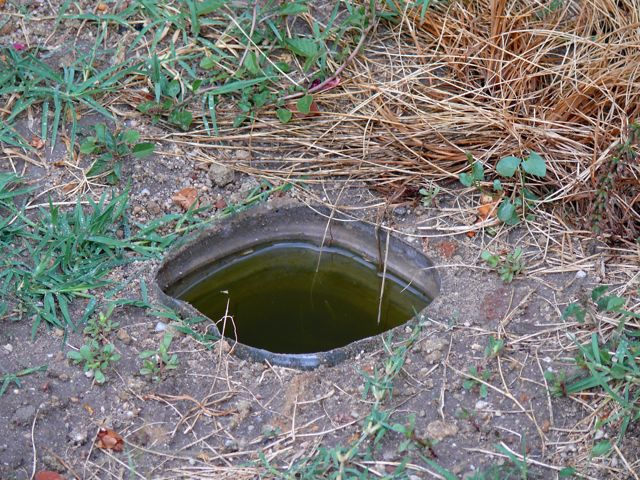
Wasserfalle

### Ertränken
Vor allem im ländlichen Milieu ist es nicht unüblich, Ratten (und auch Mäuse) zu ertränken. Hierzu lockt man üblicherweise Ratten eine mit einem Köder versehene und unter Umständen in Eigenkonstruktion entstandene Klappfalle hinauf, unter der sich ein mit Wasser gefüllter Eimer befindet. Wenn die Ratte die Vorrichtung hinaufgeklettert und in die Nähe des Köders gelangt ist, klappt die Falle um, das Tier fällt ins Wasser und ertrinkt. Das Ertränken ist mit dem deutschen Tierschutzgesetz nicht vereinbar, da es sich über einen längeren Zeitraum erstreckt und den Tieren unnötiges Leid zufügt.

### Rattenkleber
Auf Schiffen ist eine Begasung oder Gift keine Lösung, da sich die Ratte nach der Einnahme irgendwo an unzugänglicher Stelle verkriecht, dort verendet und verwest. Eine Lösung bietet ein elastisch bleibender Klebstoff, welcher aus der Tube auf einem Stück Pappe oder Brettchen konzentrisch um einen Köder verteilt wird. Die Ratte tritt auf dem Weg zum Köder in diesen Kleber. Sie klebt jedoch nicht fest, sondern wird elastisch (wie an einem Kaugummi) festgehalten. Dies ist der Ratte unangenehm und sie wirft sich auf die Seite, um sich zu befreien. Dadurch legt sie sich aber mit dem Fell großflächig in den Kleber und kann somit nicht mehr entrinnen. Da der Tod für das Tier qualvoll herbeigeführt wird (extreme Stresssituation für die Ratte), verstößt die Anwendung in Deutschland gegen das Tierschutzgesetz (§ 4).

### Trockeneis
Durch sublimierendes Trockeneis werden die Behausungen der Tiere mit Kohlendioxid geflutet, die Tiere ersticken. Das Ersticken ist mit dem deutschen Tierschutzgesetz nicht vereinbar, da es sich über einen längeren Zeitraum erstreckt und den Tieren unnötiges Leid zufügt.

### Natürliche Bekämpfung
Eine der ältesten Methoden zur Bekämpfung von Ratten ist die Haltung von natürlichen Feinden wie die Hauskatze. Diese wurden nicht nur auf dem Land, sondern auch auf Schiffen als Schiffskatzen gehalten.
In Mitteleuropa übernahmen vor Einführung der Katzen die Frettchen die Aufgabe der Schädlingsbekämpfung. Erst durch das Römische Reich verbreitete sich die Katze langsam (1.–3. Jahrhundert). Aus Hildesheim-Bavenstedt stammen Katzenfunde aus dem 3.–5. Jahrhundert und aus Wiesbaden-Biebrich aus dem 6. Jahrhundert.
Wie bei allen Methoden der natürlichen Schädlingsbekämpfung werden jedoch nicht alle Ratten vernichtet (Räuber-Beute-Beziehung).

## Zur Geschichte
Im Jahr 1499 erfolgte eine vom Rat der Stadt Frankfurt am Main beschlossene Aktion zur Rattenbekämpfung im öffentlichen Raum, bei der die Bewohner pro getötete Ratte einen Heller ausbezahlt bekamen. Im häuslichen Bereich waren zu dieser Zeit Rattenfallen gebräuchlich. Hans Sachs empfahl in seinem Gedicht Der gantz Hawsrat das Halten von Hunden und Katzen, um Diebe, Mäuse und Ratten fernzuhalten.